# Captura la bandera
Captura la bandera és un joc tradicional a l'aire lliure on tots dos equips tenen una bandera (o un altre marcador) i l'objectiu és capturar la bandera de l'altre equip, situada a la "base" de l'equip i tornar-la amb seguretat a la seva base. Els jugadors enemics poden ser "etiquetats" pels jugadors del seu territori i, depenent de les regles, poden estar fora del joc, convertir-se en membres de l'equip contrari, tornar al seu propi territori o congelar-los en el seu lloc ("a la presó" ") fins que s'alliberi per un membre del seu propi equip.

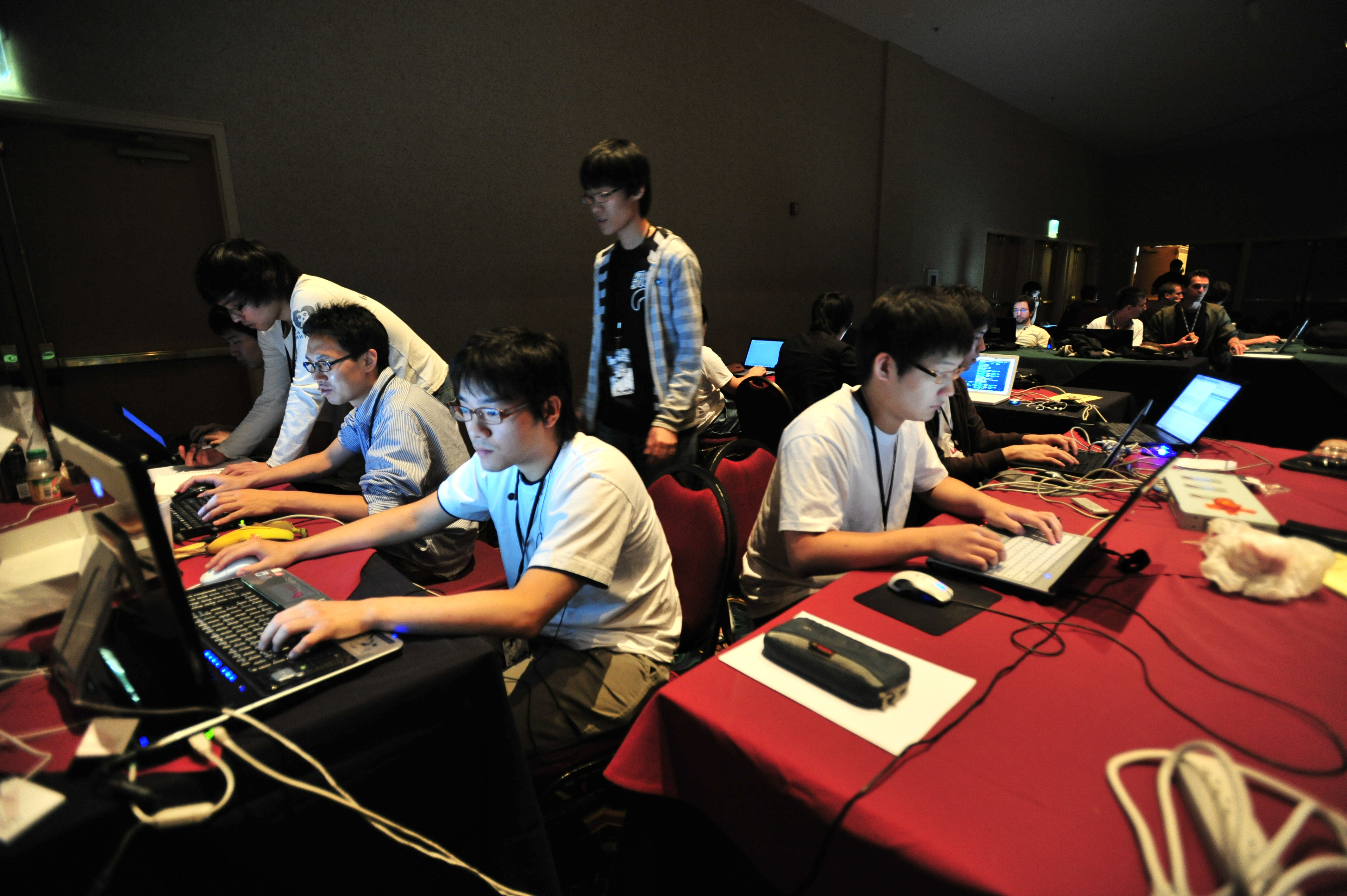
Un equip que participa a la competició captura la bandera al DEF CON 17

## Informació general
Captura la bandera requereix un terreny de joc. Tant en versions exteriors com en interiors, el camp es divideix en dues meitats clarament designades, conegudes com a territoris. Els jugadors formen dos equips, un per a cada territori. Cada costat té una "bandera" que sovint és un tros de tela, però pot ser qualsevol objecte prou petit per poder ser transportat fàcilment per una persona (els jocs nocturns poden utilitzar, barres lluminoses o llanternes com a "banderes"). De vegades, els equips usen colors foscos a la nit per fer més difícil que els seus oponents els vegin. Si un equip té la bandera de l'equip contrari al seu territori, es poden etiquetar perquè tenen la bandera de l'equip contrari.

## Seguretat informàtica
En seguretat informàtica, captura la bandera, un tipus de cryptosport, és una competició de seguretat informàtica. Els concursos de captura la bandera solen ser dissenyats per servir com a exercici educatiu per adquirir experiència en la seguretat d'una màquina, així com a la realització i reacció davant d'un tipus d'atacs trobats al món real (és a dir, programes de recompenses d'errors en configuració professional). L'enginyeria inversa, l'arribada de xarxes, l'anàlisi de protocols, l'administració de sistemes, la programació d'ordinadors i la criptoanàlisi són totes les habilitats requerides per les competicions anteriors de la captura la bandera a DEF CON. Hi ha dos estils principals de les competicions de captura de bandera: atac / defensa i perill.